# كلخوران (هير أردبيل)
کلخوران (بالفارسية: کلخوران) هي قرية تقع في إيران في قسم هير الريفي. يقدر عدد سكانها بـ 240 نسمة بحسب إحصاء 2016.